# Selkupiska
Selkupiska (tidigare kallat ostjaksamojediska) är ett samojediskt språk som talas i västra Sibirien, mestadels mellan floderna Ob och Jenisej, i Ryssland  av under 2000 personer som tillhör folket selkuper. Selkupiskan räknas till de sydsamojediska språken, av vilka den är det enda överlevande språket. 
Fram till början av 1900-talet fungerade selkupiskan under flera hundra år som ett lingua franca i de nordöstra delarna av västra Sibirien och användes som andraspråk av  keter, evenker, nentser och chanter i området. Numera talas språket endast av en minoritet av den etniska gruppen selkuper, och ryska är det språk som används i de flesta sammanhang utanför hemmet.

## Klassificering
Selkupiskan räknas traditionellt, tillsammans med de nu utdöda kamassiskan och matoriskan, till de sydsamojediska språken. Inom de sydsamojediska språken i sin tur brukar selkupiskan uppfattas som en gren parallell med ”Sajansamojediska”, som omfattade kamassiskan och matoriskan. Den traditionella klassificeringen av de samojediska språken har på senare tid blivit mer ifrågasatt. Likheterna inom de två huvudgrupperna kan till stor del bero på sekundär språkkontakt, snarare än gemensamt ursprung, och kamassiskan kan vara närmare besläktad med selkupiskan än med matoriskan. Fortfarande används dock den traditionella indelningen i stor utsträckning.

## Dialekter
Selkupiskan bildar ett dialektkontinuum, där närbelägna dialekter är mycket likartade, men dialekter som befinner sig i vardera ände av kedjan skiljer sig så mycket att de inte är inbördes förståeliga. Genom att vissa dialekter har dött ut är denna kedja inte längre sammanhängande, utan de sydliga dialekterna är avskurna från de övriga.
Dialekterna brukar indelas i några huvudsakliga grupper. En indelning är i tre grupper, en nordlig grupp, eller Taz, vid floden Taz samt floderna Baicha, Turuchan och Jeloguj,  en mellangrupp, eller Tym, vid floden Tym med floderna Vach, Vasjugan, Parabel och Narym, samt en sydlig grupp, eller Ket, vid floden Ket (med de utdöda dialekterna vid floderna Tjaja och Tjulym).
De nordliga dialekterna talas av omkring 90% av antalet selkupisktalande. Till de nordliga dialekterna hör de varandra närstående dialekterna vid mellersta Taz och i Baicha-Turuchan-området. Dessa utgör grunden för skriftspråket.
Forskaren Eugene Helimski delar in selkupiskan i fyra dialektgrupper: nordliga, centrala, som talas främst i de nordvästra delarna av Tomsk oblast, sydliga dialekter, i den centrala delen av Tomsk oblast, samt Ket’-dialekter, som talas vid floden Ket i nordöstra Tomsk oblast.

## Fonologi
Selkupiskan i dess standardvariant (mellersta Taz-dialekten) har 41 fonem, av vilka en mycket stor del, 25 stycken, är vokaler, och de övriga 16 konsonanter. 

### Konsonanter
| Typ         | Labialer | Dentaler | Palataler | Velarer | Uvularer |
| ----------- | -------- | -------- | --------- | ------- | -------- |
| Nasaler     | m        | n        | nʲ        | ŋ       |          |
| Klusiler    | p        | t        |           | k       | q        |
| Affrikator  |          |          | čʲ        |         |          |
| Frikativor  |          | s        | šʲ        |         |          |
| Lateraler   |          | l        | lʲ        |         |          |
| Tremulanter |          | r        |           |         |          |
| Halvvokaler | w        |          | j         |         |          |

Det begränsade antalet konsonanter ger ett betydande utrymme för allofoni. Det tonlösa klusilerna kan ofta realiseras som tonande. Den enda affrikatan kan uttalas som en klusil och kan fonologiskt också anses höra till klusilraden. Särskilt varierat är uttalet av det ensamma postvelara fonemet /q/. Detta kan, förutom som tonlös postvelar klusil, realiseras som tonande, halvtonande, palataliserad eller implosiv postvelar klusil, postvelar frikativa, postvelar nasal eller postvelar tremulant.

### Vokaler
|          | Främre   | Främre  | Främre | Centrala (orundade) | Bakre (rundade) | Bakre (rundade) |
| Orundade | Orundade | Rundade |        | Centrala (orundade) | Bakre (rundade) | Bakre (rundade) |
| Spända   | Slappa   | Rundade | Spända | Centrala (orundade) | Slappa          |                 |
| -------- | -------- | ------- | ------ | ------------------- | --------------- | --------------- |
| Höga     | i, ii    | ɪ , ɪ ɪ | ü, üü  | ï, ïï               | u uu            | u uu            |
| Mellan   | e, ee    | ɛ, ɛɛ   | ö, öö  | ë, ëë               | o, oo           | å, åå           |
| Låga     | ä, ää    | ä, ää   | - -    | a, aa               | a, aa           | a, aa           |

Selkupiskan har ett rikt vokalsystem. Varje vokal förekommer som lång respektive kort, vilka anses utgöra olika fonem. För fem sådana vokalpar görs det fonematisk åtskillnad mellan spänd och slapp vokal, där den slappa varianten har mindre ansträngd artikulation och är mer centrerad och/eller har lägre tunghöjd. Selkupiskan tillämpar inte vokalharmoni (till skillnad från många andra uraliska språk).

### Betoning
Betoningen är rörlig. En allmän regel i standarddialekten är att den sista långa vokalen i ett ord blir betonad. Om det inte finns någon lång vokal i en icke-initial stavelse faller betoningen på den första vokalen. Vissa böjnings- och avledningssuffix orsakar avvikelser från denna regel.

## Morfofonologi
Ett karakteristiskt morfofonologiskt drag i selkupiskan är att klusiler i vissa stammar kan alternera med nasaler med samma artikulationsställe -  n med t, m med p och ŋ med k. I vissa fall finns en tredje variant Ø (frånvaro av konsonant). Exempelvis har ordet för "djur" varianterna suurïm – suurïp – suurï. Ordet för människa har två varianter, qum och qup. Man kan utifrån detta urskilja olika typer av stammar – stammar med tre varianter, stammar med två varianter och stammar där denna alternation saknas, till exempel üt, ”vatten”, som endast har denna form. Varianterna är funktionellt likvärdiga och förekommer ungefär lika ofta exempelvis i pausa. Skillnaden mellan de olika stamtyperna visar sig både i böjningar och avledningar.

## Morfologi
I selkupiskan har det utvecklats ett sätt att mycket regelbundet omvandla ord morfologiskt så att de byter ordklass. Inte bara kan verb omvandlas till particip och verbalsubstantiv, utan exempelvis substantiv kan med hjälp av suffix fungera som verb, adjektiv och adverb. Detta sker på ett så regelbundet sätt att det, enligt Helimski, bättre kan beskrivas som böjning än som avledning, och kan enligt honom uppfattas som en morfologisk kategori "representation", med fyra representationer (substantivisk, adjektivisk, verbal och adverbiell).
Substantiv böjs i tre numerus, singular, dualis och plural, samt (i nordliga dialekter, inklusive standardspråket) en kollektivform som bildas med adjektivsuffixet lʲ +mï. Denna form betecknar flera föremål som en helhet, till exempel qumilʲmï "folk, folkmassa", till skillnad från pluralformen qumït "människor". I standardspråket finns 13 kasus, nominativ, genitiv, ackusativ, instrumentalis, karitiv, translativ, koordinativ, dativ/allativ, illativ, lokativ, elativ, prolativ och vokativ.
Adjektiv som används attributivt kongruerar inte med sina huvudord. De kan dock även användas som substantiv, och böjs då som substantiv. Det finns heller ingen morfologisk komparation av adjektiv.
Verb har kategorierna aspekt, modus och tempus. Varje verb i selkupiskan har antingen imperfektiv eller perfektiv aspekt. Det görs ingen skillnad i böjningen, förutom att perfektiva verb inte bildar presens particip, som imperfektiva verb gör. För oavledda verb kan man inte se på verbstammen om det är perfektivt eller imperfektivt. Om verbet har avledningssuffix visar dessa däremot vanligen aspekten. Presens av ett perfektivt verb anger "perfekt presens", det vill säga "x har utfört handlingen", och av ett imperfektivt verb en pågåendeform, det vill säga "x håller på att utföra handlingen".
Åtta modus urskiljs, nämligen indikativ, inferentialis/narrativum (beskriver händelser som den talande inte bevittnat direkt), auditiv (beskriver händelser som den talande har bevittnat med hörseln), konditionalis (anger reala villkor i presens och futurum), konjunktiv (anger irreala villkor och följder i dåtid), debitiv (anger att en framtida händelse är obligatorisk eller påtvingad), optativ (anger att en framtida händelse är önskvärd eller lämplig) och imperativ. Av dessa är indikativen omarkerad. Övriga modusformer bildas med suffix, utom imperativen, som inte har något särskilt suffix men vars finita personsuffix i andra och tredje person skiljer sig från motsvarande suffix i andra modus. Inferentialis och konditionalis markeras ofta förutom med suffix dessutom med särskilda partiklar.
Tempus urskiljs bara i indikativ och inferentialis. I indikativ förekommer presens, futurum, preteritum och preteritum narrativ. I inferentialis förekommer presens, futurum och preteritum narrativ.

## Syntax
Den dominerande ordföljden i selkupiskan är subjekt – objekt – predikat, men variationer förekommer. Attribut föregår vanligen huvudord. Böjda hjälpverb placeras vanligen efter huvudverbet. Till skillnad från andra nutida samojediska språkhar selkupiskan inget negativt verb. Samordning och underordning av satser sker normalt med paratax, utan konjunktioner. En annan metod för att uttrycka underordning är att det finita verbet i bisatsen ersätts av en icke-verbal representation. I nutida vardagsspråk förekommer samordning och underordning med konjunktioner oftare, troligen på grund av påverkan från ryskan.

## Ordförråd
Förutom arvord har selkupiskan många lånord från angränsande språk från olika tidsepoker. Selkupiskan har lånat in ord från turkspråk, chantiska, jenisejspråk, evenkiska och med början på 1500-talet från ryska. Enstaka lånord har kommit från mansiska, mongolspråk, nentsiska och entsiska. Många ord har okänt ursprung och kan vara substrat från ett eller flera nu utdöda språk. Numera utövar ryskan mycket stort inflytande på selkupiskan, liksom på de andra samojediska språken.

## Skrift
Från 1800-talet gjordes några försök att använda selkupiska som skriftspråk med kyrilliska alfabetet, men de flesta selkuper förblev analfabeter. I början av 1930-talet infördes selkupiska som skolspråk och en ortografi som baserades på latinska alfabetet utvecklades. År 1937 avskaffades den latinska ortografin, liksom för andra minoritetsspråk i Sovjetunionen, för att ersättas av en variant av det kyrilliska alfabetet. På 1950-talet avskaffades selkupiska som skolspråk och all undervisning hölls istället på ryska. Från 1980-talet och framåt har nya initiativ tagits till att utveckla selkupiskan som skriftspråk och använda den i undervisning. Förutom inom undervisning används selkupiska mycket lite i skrift.